# Scotti Mod. X
Lo Scotti Mod. X è un fucile semiautomatico progettato e prodotto in Italia prima della seconda guerra mondiale. Provato lungamente dal Regio Esercito in competizione con altri modelli di fucile semiautomatico, nonostante le buone qualità dimostrate non giunse all'adozione da parte dello stesso.

## Genesi e sviluppo
Il nome dell'arma deriva dal nome del progettista Alfredo Scotti e dall'anno di progettazione, essendo il 1932 l'anno decimo dell'era fascista espressa in numeri romani. Fu ottenuta da Scotti modificando lievemente il suo Mod. IX (Mod. 31) ed assemblata dalla Società Anonima Armi Automatiche Scotti (abbreviata in Autoscotti) di Brescia. Venne lungamente testata dal Regio Esercito, anche in operazioni durante la Guerra d'Etiopia. Nel 1939 fu presentato, nell'ambito di una gara per la fornitura di un fucile semiautomatico, insieme al Breda Mod. 1935 PG ed all'Armaguerra Mod. 39, ma fu scelto quest'ultimo che, pur avendo una meccanica più complessa rispetto al Mod. X era più affidabile in presenza di residui di combustione.

## Descrizione
L'arma, per semplificarne la produzione, faceva ricorso a canna, serbatoio, alzo, attacco per la baionetta e guarnizioni del Carcano Mod. 91 prodotte dalla Fabbrica d'Armi del Regio Esercito di Terni. Calcio, culatta, otturatore ed il resto erano prodotte ed assemblate dalla Autoscotti.
Come per tutte le armi automatiche e semiautomatiche progettate da Alfredo Scotti, il funzionamento è a rinculo, con canna fissa, e blocco geometrico dell'otturatore (in due pezzi, con testa rotante e slitta) rimosso per azione del gas. L'arma spara solo in semiauto, ad otturatore aperto. L'alimentazione avviene arretrando l'otturatore fino allo scatto d'arresto, quindi si introduce dall'alto la stessa lastrina da 6 colpi del Mod. 91. Al momento del fuoco l'otturatore avanza camerando la cartuccia, mentre i due tenoni sulla sua testa ingaggiano gli scassi elicoidali nel ricevitore, provocando la rotazione della testa stessa durante l'avanzamento, finché la slitta non entra in un apposito scasso sulla testa, bloccandone la rotazione, e fissandola quindi alla canna. Il percussore, fisso, solidale alla parte posteriore dell'otturatore, fa esplodere il colpo. Un pistone a corsa corta è posizionato sotto la canna, nella cassa. Quando il proiettile supera un'apposita apertura nella canna, da questa viene spillato gas, che muove indietro il pistone, collegato alla slitta, con forza sufficiente a ritrarla per qualche centimetro, provocando quindi lo sblocco della parte anteriore, la quale, a questo punto, libera di ruotare, viene ruotata e spinta indietro dalla pressione residua dei gas presenti in canna, con forza sufficiente a completare il ciclo, e quindi l'otturatore arretra bloccandosi in apertura fino allo scatto successivo del grilletto. Quando l'otturatore inserisce l'ultima cartuccia della lastrina nella camera di scoppio, questa, vuota, fuoriesce per gravità da una fessura sotto il serbatoio. La sicura si inserisce facendo scattare in avanti il grilletto, che così abbassa la lastrina nel serbatoio impedendo l'inserimento della prima cartuccia presentata. Continuando a spingere avanti il grilletto, si manda in chiusura l'otturatore, ovviamente senza colpo.